# Paolo Boi
Paolo Boi (1528 – 1598) foi um enxadrista italiano considerado como um dos melhores da sua época, tendo inclusive vencido o Papa.
Ele nasceu em Siracusa e morreu em Nápoles, Itália.